# Шосткинский район
Шосткинский район (укр. Шосткинський район) — административно-территориальное образование в Сумской области Украины. Административным центром района является город (c 1923 года) Шостка.

## Географическое положение
Шосткинский район расположен на севере Сумской области Украины. С ним соседствуют Конотопский район Сумской области и Новгород-Северский район Черниговской области. Имеет границу с Россией.
Административным центром района является город Шостка.
Через район протекают реки
Десна,
Шостка,
Бычиха,
Ивотка,
Осота,
Свирж,
Эсмань.

## Население
Численность населения района в укрупнённых границах — 188,5 тыс. человек.
Численность населения района в границах до 17 июля 2020 года по состоянию на 1 января 2020 года — 19 420 человек, из них городского населения — 6 769 человек (пгт Воронеж), сельского — 12 651 человек.

## История
Территория Шосткинского района была заселена с давних времён, о чём свидетельствуют археологические памятки — кремнёвые орудия времён позднего палеолита (15 тыс. лет назад), поселения времён бронзы, скифских времён и славянские поселения (VII—VIII века) и древнерусский курганный могильник. Современный посёлок городского типа Воронеж упоминался в летописи в 1177 году.
В казацкие времена территория району принадлежала к Воронежской и Глуховской сотням Нежинского полка. В 1664 году около села Воронеж состоялась битва российских войск и украинских казацких полков с войском польского короля Яна Казимира, которые вторглись на Левобережную Украину.
На территории района была Ивотская республика, провозглашённая в 1918 году на территории нескольких волостей, вокруг села Ивот.
Район образован 7 марта 1923 года на основе Шосткинского уезда, который, в свою очередь, был отделен от Глуховского уезда в 1920 году.
С 15 октября 1932 года[уточнить] вошёл в новообразованную Черниговскую область в составе Украинской Советской Социалистической Республики.
10 января 1939 года Указом Президиума Верховного совета СССР район был из состава Черниговской области передан в новообразованную Сумскую область.
17 июля 2020 года в результате административно-территориальной реформы район был укрупнён, в его состав вошли территории:
- Шосткинского района,
- Глуховского района,
- Середино-Будского района,
- Ямпольского района,
- а также городов областного значения Шостка и Глухов.

## Административное устройство
Район в укрупнённых границах с 17 июля 2020 года делится на 10 территориальных общин (громад), в том числе 4 городские, 5 поселковых и 1 сельскую общину (в скобках — их административные центры):
- Городские:
  - Шосткинская городская община[укр.] (город Шостка),
  - Глуховская городская община (город Глухов),
  - Дружбинская городская община (город Дружба),
  - Середино-Будская городская община[укр.] (город Середина-Буда);
- Поселковые:
  - Знобь-Новгородская поселковая община (пгт Знобь-Новгородское),
  - Свесская поселковая община (пгт Свесса),
  - Шалыгинская поселковая община (пгт Шалыгино),
  - Эсманьская поселковая община (пгт Эсмань),
  - Ямпольская поселковая община (пгт Ямполь);
- Сельские:
  - Березовская сельская община (село Береза).

### История деления района

Район в старых границах до 17 июля 2020 года

Район в старых границах до 17 июля 2020 года включал в себя:
| - Поселковых советов: 1 - Сельских советов: 16 | - Посёлков городского типа: 1 - Сёл: 36 |

Местные советы (в старых границах до 17 июля 2020 года):
| - Воронежский поселковый совет - Богдановский сельский совет - Вовнянский сельский совет - Гамалиевский сельский совет - Глазовский сельский совет - Ивотский сельский совет - Калиевский сельский совет - Клишковский сельский совет - Ковтуновский сельский совет | - Коротченковский сельский совет - Маковский сельский совет - Мироновский сельский совет - Ображиевский сельский совет - Собичевский сельский совет - Собичский сельский совет - Тимановский сельский совет - Чаплиевский сельский совет |

Населённые пункты (в старых границах до 17 июля 2020 года)::
| с. Бензики с. Богданка с. Богдановка с. Великий Лес с. Вовна пгт Воронеж с. Гамалиевка с. Глазово с. Гудовщина с. Гуково | с. Дибровка с. Заболотное с. Ивот с. Калиевка с. Клишки с. Ковтуново с. Крупец с. Курдюмовка с. Лесное с. Лушники | с. Маково с. Масиков с. Мироновка с. Московское с. Ображиевка с. Остроушки с. Пироговка с. Погребки с. Свирж с. Собич | с. Собичево с. Солотвино с. Тимановка с. Холодовщина с. Чаплиевка с. Чёрные Лозы с. Шкирмановка |

Ликвидированные населённые пункты (в старых границах до 17 июля 2020 года)::
| с. Залесье | с. Калиновец | с. Красулино | с. Купрашин |